# Bisetocreagris pygmaea
Espèce
Synonymes
- Microcreagris pygmaea Ellingsen, 1907

Bisetocreagris pygmaea est une espèce de pseudoscorpions de la famille des Neobisiidae.

## Distribution
Cette espèce est endémique du Japon.

## Systématique et taxinomie
Cette espèce a été décrite sous le protonyme Microcreagris pygmaea par Ellingsen en 1907. Elle est placée dans le genre Bisetocreagris par Ćurčić, Dimitrijević, Makarov et Lučić en 1999.

## Publication originale
- Ellingsen, 1907 : On some pseudoscorpions from Japan collected by Hans Sauter. Nytt Magasin for Naturvidenskapene, vol. 45, p. 1-17.